# Maorizetes ferox
Maorizetes ferox – gatunek roztocza z kohorty mechowców i rodziny Astegistidae. Jedyny gatunek monotypowego rodzaju Maorizetes
Rodzaj i gatunek zostały opisane w 1966 roku przez Marie Hammer. Malcolm Luxton wydzielił go w 1985 roku do monotypowej rodziny Maorizetidae, jednak obecnie klasyfikowany jest Astegistidae.
Mechowce te mają kulisty, pozbawiony szczecin notogaster i zlane pośrodku lamelle tak, że tworzą szeroki łuk. Pola analne i genitalne stykają się ze sobą. Szczeciny genitalne występują w liczbie 6 par, aggenitalne 1 pary, analne 2 par, a adanalne 3 par. Odnóża trójpalczaste.
Roztocz ten zasiedla ściółkę, wilgotne mchy i porosty.
Gatunek endemiczny dla Nowej Zelandii.